# Пјаца (Алесандрија)
Пјаца је насеље у Италији у округу Алесандрија, региону Пијемонт.
Према процени из 2011. у насељу је живело 74 становника. Насеље се налази на надморској висини од 394 м.